# Kilij Arslan II
Izz-ad-Din al-Màlik al-Muzzim Kilij Arslan ibn Messud també Kılıç Arslan II (? - 26 d'agost de 1192), fou sultà de Rum amb capital a Konya. Va succeir al seu pare, Messud I, quan va morir.

## Biografia
Messud I deixava set fills dels quals cinc eren mascles. El gran l'havia premort i el segon Kılıç Arslan el va succeir; el tercer fou assassinat poc després de la pujada al tron de Kılıç Arslan.

### El regnat
Kılıç Arslan va regnar amb seu a Konya. El seu pare havia obtingut l'ajut dels romans d'Orient i va poder redreçar la difícil situació del sultanat enfront dels danishmendites que d'altra part van tenir problemes de successió. Inicialment va seguir la mateixa política; el 1159 però hi va haver un enfrontament amb els romans d'Orient que es van acostar a Konya (on Manuel I Comnè havia anat a negociar amb Nur al-Din) i el 1161 un altre conflicte amb Joan Contostèfan, nebot de Manuel Comnè. Kilidj Arslan va anar llavors a Constantinoble (1162) per arranjar el conflicte i va fer a Manuel I Comnè una mena d'homenatge, que d'altra banda no li costava res.
Va seguir la guerra contra l'emir danishmendita de Sivas Nizam al-Din Yaghi Basan i contra el seu germà (el quart fill) Shahanshah que s'havia aliat a aquests. Així es va poder apoderar de gran part de les possessions danishmendites i les haguera conquerit totes si no hagués hagut d'enfrontar al poderós Nur al-Din Mahmud de Síria que criticava l'amistat del sultà amb els grecs. Kilidj Arslan va ajudar Nur al-Din en la conquesta de les posicions dels croats a les fronteres sirio-anatòliques que volia repartir, però quan els seljúcides es van retirar Nur al-Din es va apoderar de tot. La conquesta d'Egipte pels lloctinents de Nur al-Din (Shirkuh i Saladí) li va donar tant de prestigi que Nur al-Din fou cridat per l'emir danishmendita. Nur al-Din va obligar a Kilidj Arslan a reconèixer a aquest emir el que li quedava de territori.
En 1172, segons Arnold de Lübeck a la Chronica Slavorum, Kılıç Arslan va trobar al duc Enric el Lleó de retorn de la seva peregrinació a Jerusalem, prop de la vila de Tars (Turquia); Kilidj va abraçar al príncep europeu i li va dir que eren cosins (amplexans et deosculans eum, dicens, eum consanguineum suum esse); el duc va demanar detalls d'aquest parentiu i Kilidj va explicar que una dama d'Alemanya s'havia casat amb un príncep de Rússia i havia tingut una filla, la qual va arribar a Anatòlia i ell n'era descendent; aquest príncep rus podria ser Sviatoslav II de Kiev. El 1173, en pau amb els romans d'Orient, es va aliar a Nur ad-Din qui intentava ocupar Mossul.
La pau amb els romans d'Orient va durar fins al 1175, quan Kilij Arslan va refusar entregar a l'emperador Manuel el territori conquerit als danixmendites. Les negociacions per evitar la guerra no van reeixir. El 1176, Manuel va envair el sultanat amb intenció d'ocupar-ne la capital, Konya, però el novembre del mateix any els seljúcides van atreure els romans d'Orient a una vall prop de Miriocèfal i els va derrotar, i encara que els romans d'Orient no van quedar del tot aniquilats l'emperador va haver d'acceptar el desmantellament de les seves fortificacions al llarg de la frontera. Aquesta batalla va posar fi a les reivindicacions romanes d'Orient sobre Anatòlia.
El 1177, Nur ad-Din va morir. Kılıç Arslan va aprofitar per apoderar-se de Malatya i altres territoris als danishmendites aconseguint la unitat política de l'Àsia Menor.
El 1180, després de la mort de Manuel I Comnè, el sultà va aprofitar la inestabilitat a l'Imperi Romà d'Orient per arribar a les valls superiors del vessant egeu d'Anatòlia arribant a la costa davant de Rodes i altres punts de la part meridional. El mateix any es va aliar a Saladí, successor efectiu de Nur al-Din. El 1185, va signar la pau amb l'emperador Isaac II Àngel (1185-1195).

### Partició del sultanat
El 1186/1187, Kılıç Arslan, vell i cansat, va decidir partir el regne (sota la seva autoritat mentre visqués) entre els seus nou o deu fills (un podria ser un nebot), i el seu germà més petit, Sandjar Shah, que va rebre Ereğli. Els altres van rebre:
- Malik Xah II ibn Kilidj Arslan II va rebre Aksaray. El 1189 va atacar a Kilidj Arslan i es va apoderar de Konya tenint al pare mig captiu. Kilidj Arslan II va poder demanar ajut a Khaykhusraw que el va restablir amb ple poder a Konya el 1191. Va morir el 1197.
- El fill Giyath al-Din Kaykhusraw I, al que va concedir a la comarca de Sozòpolis (turc Uluborlu) incloent Burğlu, per haver ajudat al seu pare contra Kut al-Din Malik Shah, tindria la preeminència.[6] Va ser el successor designat pel pare el 1192 però el 1197 fou expulsat pel seu germà Rukn al-Din Sulaymanshah II i no va recuperar el poder fins al 1205. Va morir el 1220.
- Rukn al-Din Sulaymanshah II va rebre Tokat. A la mort de Kutb al-Din Malik Shah el 1197, es va apoderar dels seus territoris i dels de Giyath al-Din Kaykhusraw I. Va morir el 1204. El seu fill de tres anys Kilidj Arslan III el va succeir efímerament.
- Nasir al-Din Beg Yaruk Shah, va rebre Niksar.
- Muhammad Muhi al-Din Toghrul Shah, va rebre Elbistan. L'hivern de 1194/1195 fou atacat per Kutb al-Din Malik Shah. No és clar si va morir o va trobar refugi a la cort de Lleó II d'Armènia.
- Nur al-Din Mahmud Sultan Shah, que va rebre Sivas. Atacat per Kutb al-Din Malik Shah, va morir en la lluita el 1193/1194.
- Muizz al-Din Kaysar Shah, que va rebre Malatya però en fou expulsat per un dels seus germans el 1192/1193 i es va refugiar amb Saladí.
- Arslan Shah, va rebre Niğde.
- Muhyi al-Din Masud Shah, va rebre Ankara. Fou assassinat pel seu germà Rukn al-Din Sulaymanshah II quan aquest es va apoderar d'Ankara el 1204.
- El nom de l'altre (esmentat de vegades com a fill i de vegades com a nebot) és desconegut.[3]

### Final de regnat
Tot i l'aliança amb Saladí no va aturar la tercera Croada. Kilidj Arslan volia donar pas lliure als croats però Kutb al-Din Malik Shah els va atacar i els alemanys es van venjar contra Konya atacant la ciutat que van ocupar el 18 de maig de 1190. Frederic Barba-roja es va ofegar al riu Saleph (actualment Göksu, Aigua Blava) a Anatòlia, abans de trobar-se amb Saladí. Les tropes es van dispersar i només una part va seguir cap a Síria. A la seva mort fou enterrat a un mausoleu prop de la mesquita Alaeddin a Konya. Giyath al-Din Kaykhusraw I el va succeir.

## Herència cultural
Kılıç Arslan va construir el primer caravanserrall. Aquestos edificis després es van multiplicar i van permetre creuar l'Anatòlia a les caravanes en tota seguretat. Això va iniciar un període de prosperitat amb la construcció d'edificis, arsenals, madrasses i altres que van fer avançar el sultanat.